# Келин, Пётр Иванович
Пётр Иванович Келин (16 января 1874, Белоомут, Рязанская губерния, Российская империя — 28 октября 1946, Москва, СССР) — российский и советский живописец.

## Биография
Родился 16 января 1874 года в селе Белоомут Рязанской губернии.
В 1894—1904 годах учился в Московском училище живописи, ваяния и зодчества. Среди учителей были А. Е. Архипов, А. М. Корин, В. А. Серов. Впоследствии преподавал в этом же училище, среди учеников был молодой Владимир Маяковский.
Жил и работал в Москве.
Участвовал в выставках Московского общества любителей художеств и Товарищества передвижных художественных выставок, членом которого стал в 1911 году.
В 1903—1917 годах преподавал в собственной студии, расположенной на последнем этаже многоэтажного дома в Тихвинском переулке. В 1918—1922 годах преподавал во ВХУТЕМАСе. Среди его учеников В. Маяковский, Б. Иогансон, Д. Орлов, Л. Хорошкевич и другие.
Близкий друг художника Н. А. Милютина.
В 1930-е годы жил в доме Наркомфина. До октября 1946 года жил на Мясницкой улице в доме 21.

### Семья
Состоял в браке с Евгенией Николаевной Никандровой. Отец двоих детей.
Дочь — Тамара Петровна Келина (Петкевич, Чулкова) вместе с дочерью и внучкой П. И. Келина, Юлианой Георгиевной Петкевич (Голодневой) в 1944 году переехала в Астрахань. В настоящее время в Астрахани живут прямые потомки Петра Ивановича Келина, правнуки Евгений и Михаил Голодневы. 
Сын — Евгений Петрович Келин (1916—2005), профессор, доктор медицинских наук. В настоящее время в Москве живет внук художника — Петр Евгеньевич Келин.

## Творчество
В творчестве Петра Келина до 1917 года преобладали бытовые композиции и портреты: «Отказался» (1897), «Беседа» (1898), «На постоялом дворе» (1901), «Ночь» (1906), «Портрет дочери» (1907), «Автопортрет» (1908), «Поздний час» (1912), «Портрет жены» (1912), «Дама в синем (Певица К. В. Улинич)» (1912), «Дама в оранжевом» (1913), «В студии» (1916).
После 1917 года творчество Келина не претерпело каких-то заметных изменений. Рисовал в основном портреты, бытовые композиции и пейзажи. Среди его работ, созданных в 1920-х—40-х годах: портреты Н. И. Подвойского (1923), В. А. Антонова-Овсеенко (1923), А. В. Луначарского, С. А. Лемешева, Н. А. Милютина (1935 и 1936), А. А. Яблочкиной (1939), А. П. Кторова (1940), В. В. Маяковского (1943); жанровые картины и пейзажи — «Летний вечер» (1918), «У пианино» (1922), «Колхозное стадо» (1930), «Ажурницы» (1933), «Полдень» (1944).
В настоящее время картины П. И. Келина хранятся в запаснике Государственной Третьяковской галерее, а также в Астраханской картинной галерее им. П. М. Догадина хранятся три картины, переданные дочерью П. И. Келина — Чулковой (Келиной) Тамарой Петровной.